# 李·尼科爾斯
李·尼科爾斯（英語：Lee Nicholls；1992年10月5日—）是一位英格蘭足球運動員。在場上的位置是守門員。現效力於英冠球隊哈特斯菲。他也代表英格蘭囯少隊參賽。

## 外部連結
- 足球数据库：李·尼科爾斯的球员统计数据
- Profile （页面存档备份，存于） at TheFA.com